# Condé-sur-Vire
Condé-sur-Vire es una comuna nueva francesa situada en el departamento de Mancha, de la región de Normandía.

## Historia
Fue creada el 1 de enero de 2017, en aplicación de una resolución del prefecto de Mancha de 22 de julio de 2016 con la unión de las comunas de Condé-sur-Vire, Le Mesnil-Raoult y Troisgots, pasando a estar el ayuntamiento en la comuna de Condé-sur-Vire.

## Demografía
| Gráfica de evolución demográfica de Condé-sur-Vire entre 1800 y 2014 |
|                                                                      |

Los datos entre 1800 y 2014 son el resultado de sumar los parciales de las tres comunas que forman la comuna de Condé-sur-Vire, cuyos datos se han cogido de 1800 a 1999, para las comunas de Condé-sur-Vire, Le Mesnil-Raoult y Troisgots de la página francesa EHESS/Cassini. Los demás datos se han cogido de la página del INSEE.

## Composición
| Comuna delegada  | Código INSEE | Población (2013) | Superficie (km²) | Densidad (hab./km²) |
| ---------------- | ------------ | ---------------- | ---------------- | ------------------- |
| Condé-sur-Vire   | 50139        | 3777             | 28.83            | 131                 |
| Le Mesnil-Raoult | 50319        | 403              | 3.98             | 101                 |
| Troisgots        | 50608        | 311              | 7.53             | 4                   |